# Zuiderbad

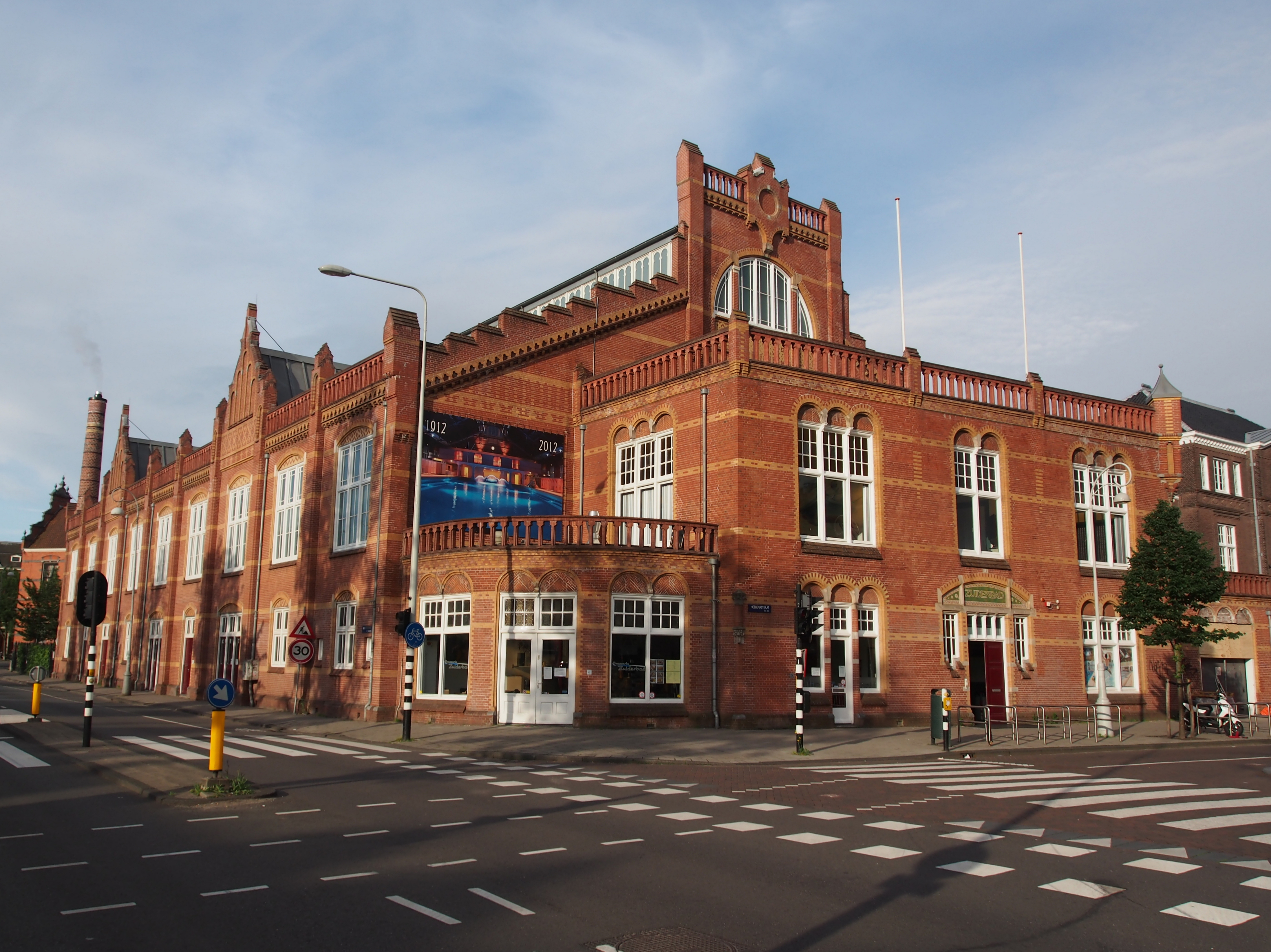
Zuiderbad in de Hobbemastraat 24A-26.

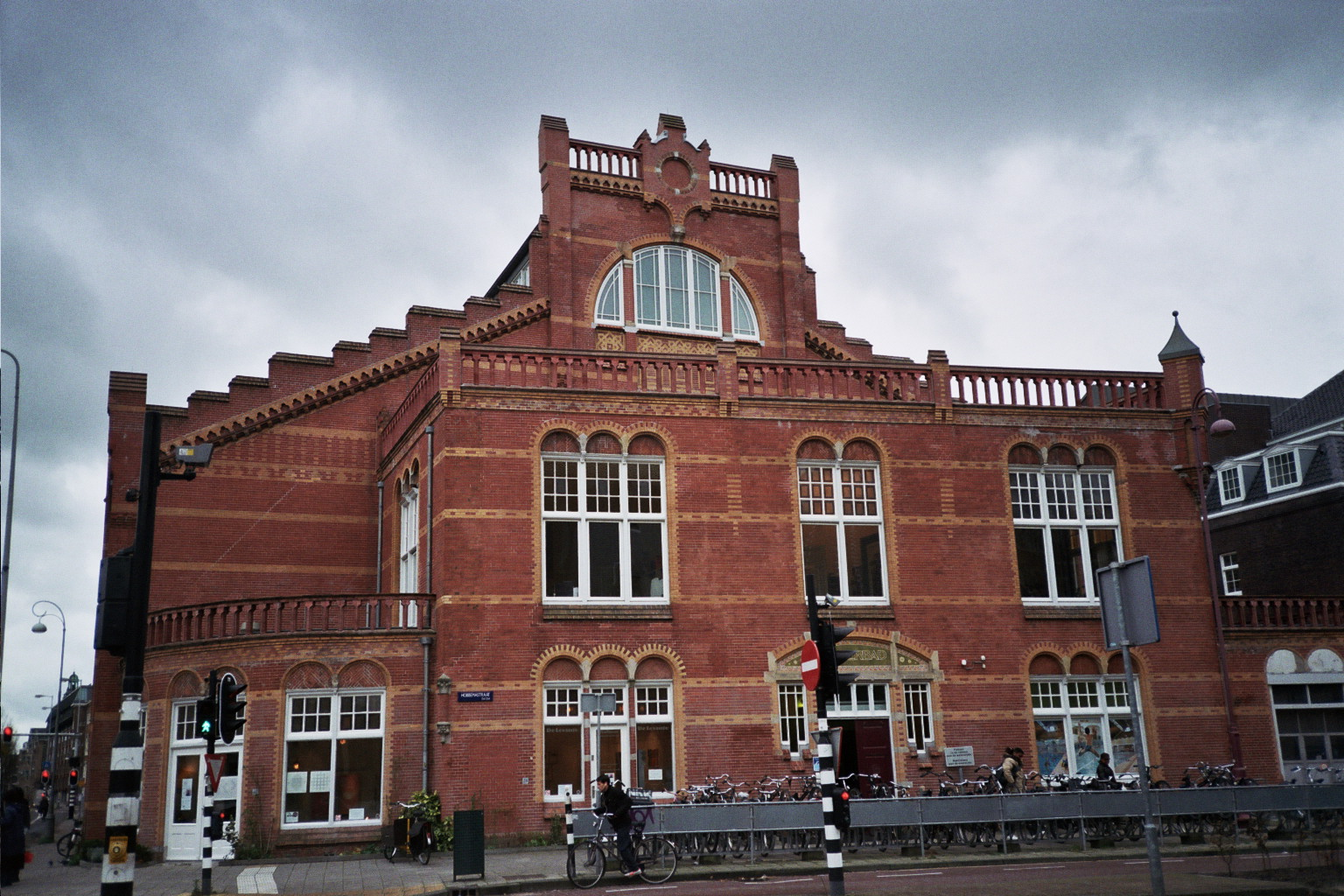
Ingang van het Zuiderbad.

Het Zuiderbad is een overdekt zwembad in Amsterdam-Zuid in de Hobbemastraat 24A-26. Het is gelegen op de hoek van de Hobbemastraat en de Hobbemakade, schuin achter het Rijksmuseum. Het Zuiderbad is sinds 1996 beschermd als rijksmonument.

## Oprichting
Het gebouw werd in 1897 gebouwd door de architect Jonas Ingenohl, en was voor die tijd een modern gebouw. Willem Vrolijk, een importeur van fietsen, liet het bouwen en Rijwielschool Velox nam er in 1897 de grootste overdekte rijwielschool van Nederland in gebruik. Na het faillissement van de rijwielschool werd er een showroom in gevestigd.

## Zwembad 1912-1995
Professor Otto Lanz van de Universiteit van Amsterdam en chirurg aan het Binnengasthuis vond destijds dat er vanwege hygiëne en een betere weerstand van de bevolking behoefte was aan een nieuw zwembad. Het duurde tot 23 maart 1912 dat het gebouw als Zuiderbad werd geopend. Ingericht met moderniteiten als centrale verwarming en elektrisch licht zodat er ook 's winters en als het donker was gezwommen kon worden. Omdat het gebouw niet gebouwd is als zwembad werd het waterbassin met 700.000 liter water als het ware op de vloer gezet en moeten bezoekers eerst de trap op om in het zwembad te komen.
Er werd op allerlei manieren reclame gemaakt voor het zwemmen; het was “goed voor de zenuwen”. Het was in eerste instantie bedoeld voor de gegoede burgerij, maar op speciale avonden kon ook het “gewone volk” tegen verlaagd tarief zwemmen. Het bad werd allengs populairder. In 1912 kwamen 100.000 badgasten; in 1970 ongeveer 450.000. In die tijd kwam er echter concurrentie van modernere zwembaden zoals het De Mirandabad (ook in Amsterdam-Zuid).
In mei 1978 was het bezoekersaantal dermate laag, dat de vaste zwemmers onder het motto “Houdt het Zuiderbad nat” een reddingspoging moesten ondernemen om te demonstreren tegen de sloop van het zwembad. De gemeente wilde van het bad af, want op die plaats wilde ze een station bouwen, het eindstation van de Schiphollijn, dat er nooit is gekomen. Er werd in 1979 de Stichting Vrienden en Vriendinnen van het Zuiderbad opgericht, nadat een aantal acties de Raadzaal van Amsterdam hadden bereikt. Uiteindelijk besloot de gemeenteraad het zwembad open te houden.

## Zwembad sinds 1995
In 1995 waren er opnieuw problemen. Het gebouw kreeg last van allerlei kwalen en de gemeente wilde het niet opknappen. Langs de Hobbemakade verrezen allerlei luxe gebouwen, die uiteindelijk alleen geschikt bleken als hotel. Ook nu bleef het zwembad gespaard, de gemeente ging weer overstag. In 1999 en later volgde een grootscheepse verbouwing, waarbij de vaste zwemmers moesten uitwijken naar het De Mirandabad of het Marnixbad, dat later afgebroken en herbouwd werd.
Het werd geheel gerestaureerd onder leiding van architect Bertus Mulder. Van het oorspronkelijke interieur is veel behouden gebleven. Zelfs het in de tijd van de aanleg uiterst moderne zandfilter in de kelders van het gebouw is er nog. Het bestaat uit 7 lagen van verschillende soorten zand die het water filteren. Het systeem wordt nog steeds gebruikt. Het is uitgebreid met een nieuwe waterbesparende installatie om het zwemwater te zuiveren. Het dak werd in originele staat hersteld zodat er meer daglicht in gebouw kon. De originele houten verkleedhokjes bleven, al werden kluisjes nu verplicht gesteld, wegens het grote aantal diefstallen. Het Zuiderbad trekt jaarlijks ongeveer 170.000 bezoekers (gegevens 2011).

## Trivia
- In het bad is gezwommen door enkele bekende Nederlanders, zoals Hanneke Groenteman, kok Jean Beddington en politicus Max van den Berg. Felix Rottenberg, Tom Egbers en Beau van Erven Dorens zagen een van hun kinderen hier zwemlessen krijgen.
- Het bad verscheen in de Baantjer-aflevering De Cock en de natte dood, met in een gastrol Herman Finkers. Er werden ook opnamen gemaakt voor modeshows. De onderhoudsmedewerker wordt 's morgens dood in het zwembad aangetroffen.
- De videoclip Zwemziek van Kinderen voor Kinderen 7 is opgenomen in het Zuiderbad.

## Externe links

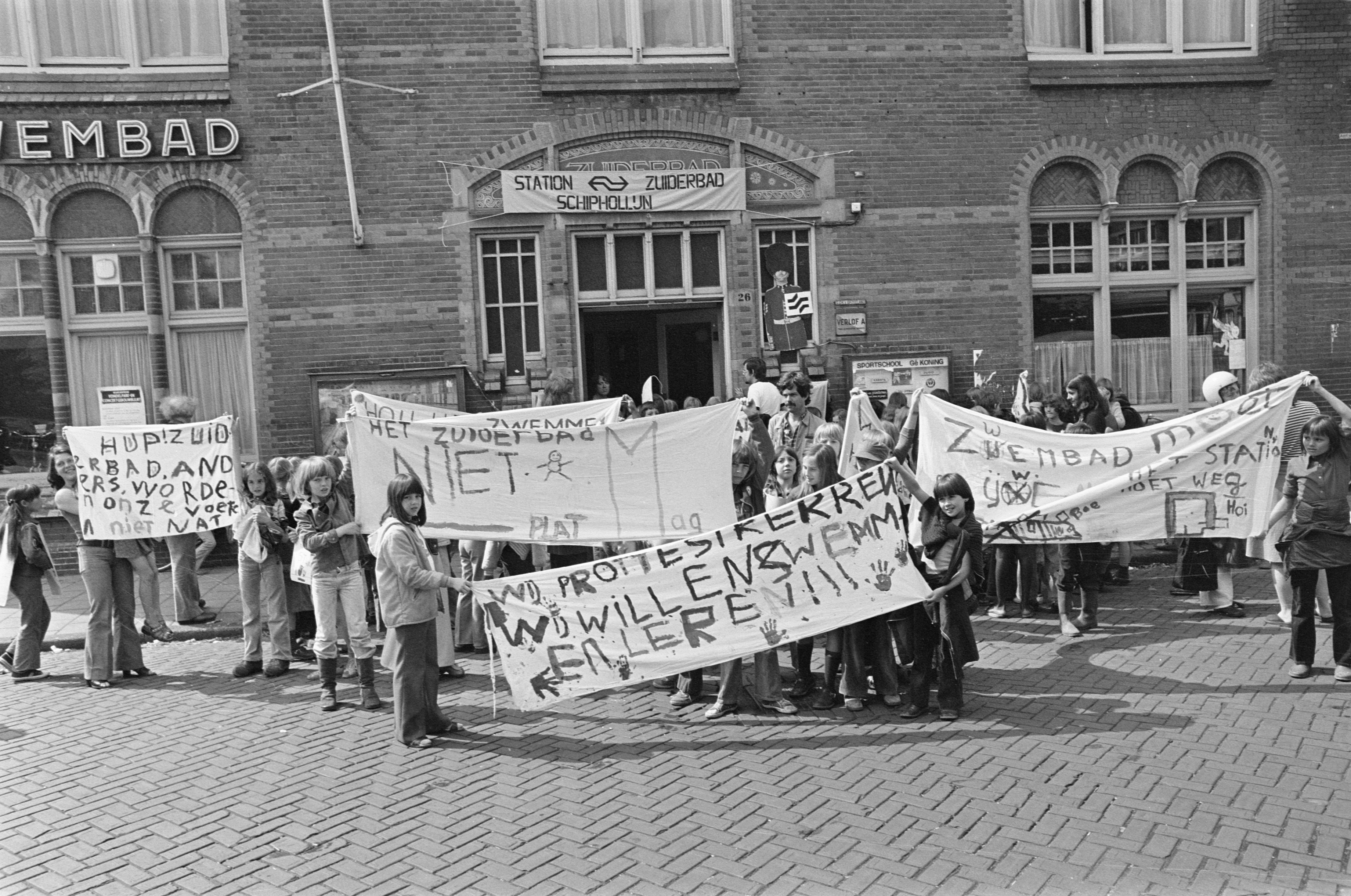
Demonstratie tegen sloop Zuiderbad in Amsterdam, 1976.